# Liste der Mitglieder der National Academy of Sciences/2022
Im Jahr 2022 wählte die National Academy of Sciences der Vereinigten Staaten 150 Personen zu ihren Mitgliedern.

## Neugewählte Mitglieder
- E. Dale Abel
- Katharine G. Abraham
- Alfred V. Aho
- Scott Atran
- Christopher B. Barrett
- Kamaljit S. Bawa
- Angela M. Belcher
- Elena M. Bennett
- Jean Bennett
- Gregory C. Beroza
- Nicolas J. Beukes (1945–2023)
- Yonas Beyene Gebremichael
- James J. Binney
- Robert A. Bjork
- Fedor A. Bogomolov
- Olga Boudker
- Joan B. Broderick
- Eduardo S. Brondizio
- John A. Browse
- Elizabeth A. Buffalo
- Alison Butler
- Arturo Casadevall
- Howard Cedar
- Clinton Chapple
- Deborah Charlesworth
- Dudley B. Chelton
- Richard L. Church
- William M. Clemons
- Hollis Cline
- Jonathan C. Cohen
- France A. Córdova
- Yi Cui
- Donald J. Darensbourg
- Juan J. de Pablo
- Frederic J. de Sauvage
- Wanderley de Souza
- Ghislaine Dehaene-Lambertz
- Job Dekker
- Amir Dembo
- Betty A. Diamond
- Paul DiMaggio
- Lance Dixon
- David G. Drubin
- H. Jane Dyson
- Alice H. Eagly
- Michael B. Elowitz
- Anne Ephrussi
- Zelig Eshhar
- Gordon J. Freeman
- Joshua A. Frieman
- Susan M. Gasser
- Matthew A. Gentzkow
- Daniel E. Goldberg
- Barney S. Graham
- Leonidas J. Guibas
- Alice Guionnet
- Megan R. Gunnar
- Michael Harris
- Craig J. Hawker
- Mark E. Hay
- Peter Hegemann
- Kristin A. Hogquist
- Robert D. Holt
- Linda Hsieh-Wilson
- Yasmin L. Hurd
- Vincent Hutchings
- Guido W. Imbens
- Pablo Jarillo-Herrero
- Yishi Jin
- Svetlana Jitomirskaya
- H. Mark Johnston
- William D. Jones
- Erik M. Jorgensen
- James T. Kadonaga
- Takaaki Kajita
- Mark A. Kasevich
- Young-Kee Kim
- Charles B. Kimmel
- Nicole King
- Roberta L. Klatzky
- Timothy A. Kohler
- Alex L. Kolodkin
- Lee R. Kump
- David P. Lane
- G. Peter Lepage
- Michael Lichten
- Stephen G. Lisberger
- Dana Warfield Longcope
- Mikhail Lyubich
- Chung-Pei Ma
- Gregory B. Martin
- Rosa L. Matzkin
- Helen S. Mayberg
- Egbert W. Meijer
- Alison Mercer
- Dorothy J. Merritts
- Blake C. Meyers
- Valeria Molinero
- Joel E. Moore
- Deborah K. Morrison
- Joseph D. Mougous
- Benjamin G. Neel
- Yurii E. Nesterov
- Rasmus Nielsen
- Emi K. Nishimura
- Joseph W. Orenstein
- Anne E. Osbourn
- Eve C. Ostriker
- Edward Ott
- Julio M. Ottino
- Zhiyun Ouyang
- Krzysztof Palczewski
- Isabelle Peretz
- Ivette Perfecto
- Toniann Pitassi
- Kornelia Polyak
- Anne E. Pusey
- Lawrence Que
- Marina Rodnina
- Ronitt Rubinfeld
- Eugenia Russinova
- Laure Saint-Raymond
- Federica Sallusto
- Ueli Schibler
- Kate Scholberg
- Nicholas Z. Scoville
- Kate M. Scow
- Kathleen Segerson
- Julie Segre
- Michael Shelley
- Jay Shendure
- Barbara Sherwood Lollar
- Joan B. Silk
- Mario L. Small
- Himladevi Soodyall
- Nancy R. Sottos
- Susan Stokes
- James M. Stone
- Sharon Y. Strauss
- Jenny Ting
- Andrei Tokmakoff
- James W. Truman
- Sara A. van de Geer
- Geerat J. Vermeij
- Karen Vogtmann
- Richard J. Walker
- Casey T. Weaver
- James R. Williamson
- Qijing Zhang
- Leonard I. Zon